# TON 618
A TON 618 egy nagyon távoli és kimondottan fényes kvazár. A Vadászebek és a Bereniké Haja csillagkép határához közel helyezkedik el. Az egyik leghatalmasabb (hipermasszív) fekete lyukat tartalmazza, amit valaha találtak: 66 milliárd naptömegű.

## Megfigyelésének története
A kvazárokat 1963-ig nem fedezték fel, a természetük ismeretlen volt amikor elsőnek feljegyezték egy 1957-es felmérésen, ami azokról a halvány kék csillagokról (főleg fehér törpékről) szólt, amik messze fekszenek a Tejútrendszer síkjától. Fényképes lemezeken, amiket a mexikói Tonantzintla Obszervatóriumban lévő Schmidt teleszkóppal készítettek, határozottan ibolyaszínű volt és a Tonantzintla Katalógusban a 618-as sorszámot kapta.
1970-ben Bolognában egy rádiófelmérésen rádióhullámokat észleltek a TON 618 felől, jelezve, hogy az egy kvazár. Később Marie-Helene Ulrich a McDonald Obszervatóriumban optikai utóképeket kapott a TON 618-ról, amik tipikus kvazár általi emissziós vonalakat mutattak. A vonalak vöröseltolódásaiból Ulrich kikövetkeztette, hogy a TON 618 egy nagyon távol lévő, és ennélfogva az egyik legfényesebb kvazár, amit ismerünk.

## Szupernehéz fekete lyuk
Kvazárként a TON 618-ról úgy gondolják, hogy egy galaxis közepén lévő óriás fekete lyuk körül kavargó intenzív forró gázokból álló növekvő lemez. A fényt, ami a kvazárból származik, körülbelül 10,4 milliárd évesre becsülik. Az őt körülvevő galaxis nem látszik a Földről, mert a kvazár fénye elhomályosítja a galaxisét, mivel olyan fényes. -30,7-es abszolút magnitúdóval, 4 × 1040 watt fényességgel világít, vagy azt is mondhatjuk, hogy olyan fényesen ragyog, mint 140 milliárd Nap, ezzel az egyik legfényesebb objektum az ismert világegyetemben.
A kvazár úgynevezett "Broad-line" régiójának a méretét ki lehet számítani a kvazár sugárzásának a fényességéből. Shemmer és munkatársai felhasználták mindkét kibocsátási vonalat (NV és CIV) azért, hogy kiszámítsák a Hβ spektrális vonal szélességeit, mint egy közvetlen mérése a növekedési mértéknek és ennélfogva a központi fekete lyuk tömegét is. A kibocsátási vonalak a TON 618 utóképében szokatlanul szélesek, ami arra utal, hogy a gáz nagyon gyorsan mozog.